# هراند-لوون رانوس
هراند-لوون رانوس (ارمنی: Հրանտ-Լեոն Ռանոս؛ زادهٔ ۲۰ ژوئیهٔ ۲۰۰۳ در گردن (نیدرزاکسن)) بازیکن فوتبال در پست مهاجم اهل ارمنستان است.

## باشگاهی
از باشگاه‌هایی که در آن بازی کرده‌است می‌توان به باشگاه فوتبال هانوفر ۹۶، باشگاه فوتبال بایرن مونیخ ۲ اشاره کرد.

## تیم ملی
وی همچنین در تیم ملی فوتبال ارمنستان بازی کرده‌است.